# Il marchese di Ruvolito
Pour plus de détails, voir Fiche technique et Distribution.
Il marchese di Ruvolito est une comédie italienne de téléphones blancs réalisée par Raffaello Matarazzo et sortie en 1939. Le film est désormais considéré perdu.
Le scénario est adapté de la pièce de théâtre éponyme créée par Nino Martoglio.

## Synopsis
Au début de la Belle époque à Naples, Donna Placida Cimosata, enrichie par sa boutique de charcuterie, n'a qu'une envie : marier sa fille Immacolata à un noble, afin d'orner sa famille d'un titre patricien. Mais Immacolata est amoureuse d'Adolfo, avec qui elle a grandi depuis l'enfance dans le quartier où vivent les deux jeunes gens. Mais la donna Placida n'a pas l'intention de se laisser abattre et demande de l'aide au marquis de Ruvolito, son voisin, de condition noble mais peu fortuné. Il lui propose comme gendre le baron de Mezzomondello, un noble, mais désormais sans fortune. Le baron et Immacolata sont présentés lors d'une fête où ils font des ascensions en montgolfière et où, pour impressionner la jeune fille, on fait décoller le baron transi de peur. Mais ce geste ne capte pas l'attention de la jeune fille qui, au contraire, demande au marquis de Ruvolito de l'aider à échapper au sort que lui réserve sa mère.
Lorsqu'il apparaît enfin que Mezzomondello est entretenu par Lily, une soubrette qui est sa maîtresse, elle-même entretenue par un riche et vieux commendatore, Ruvolito prend lui aussi le parti des deux jeunes amants. Pour mettre tout le monde d'accord, le marquis offre alors au jeune Adolfo son propre titre de noblesse et réussit ainsi à satisfaire les ambitions de donna Placida et à rendre Immacolata heureuse.

## Fiche technique
- Titre original italien : Il marchese di Ruvolito[2] (litt. « Le marquis de Ruvolito »)
- Réalisation : Raffaello Matarazzo
- Scénario : Ernesto Grassi, Raffaello Matarazzo, d'après la pièce éponyme créée par Nino Martoglio
- Photographie : Renato Del Frate
- Montage : Marcello Caccialupi
- Musique : Nicola Valente (it)
- Décors : Virgilio Marchi (it)
- Production : Amedeo Madia
- Société de production : Irpinia Film
- Pays de production :  Royaume d'Italie
- Langue originale : italien
- Format : Noir et blanc - 1,37:1 - Son mono - 35 mm
- Durée : 93 minutes
- Genre : comédie
- Dates de sortie :
  - Royaume d'Italie : 20 février 1939 (visa délivré le 31 janvier 1939[2])

## Distribution
- Eduardo De Filippo : Marquis de Ruvolito
- Peppino De Filippo : Baron Erasmo di Mezzomondello
- Rosina Anselmi : Donna Placida Cimosata
- Elli Parvo : Immacolata. fille de donna Placida
- Angelo Pelliccioni : Adolfo, amoureux d'Immacolata
- Leda Gloria : Lily Gordon, soubrette, amante du baron.
- Virgilio Riento : Don Timurata
- Dina Perbellini : Comtesse Scoperlati, aristocrate appauvrie
- Turi Pandolfini : Neddu Grisi, administrateur
- Mercedes Brignone : Marquise de Mezzomondello
- Carla Sveva : Teresina, servante
- Armando Migliari : l'un des barons de Mezzomondello
- Norma Nova : Rosalia, servante
- Adele Mosso : Marianna
- Eduardo Passarelli : Tanu Conti
- Tina Pica : Mme Mangialardo, commerçante